# Guerra romano-persiana del 572-591
La guerra romano-sasanide del 572-591 fu una guerra combattuta tra l'Impero sasanide di Persia e l'Impero bizantino. Fu scatenata da rivolte pro-romane nelle aree del Caucaso sotto l'influenza persiana, anche se altri eventi contribuirono al suo scoppio. La guerra venne combattuta nel Caucaso meridionale e in Mesopotamia, estendendosi anche all'Anatolia orientale, alla Siria e all'Iran settentrionale.

## Il primo decennio di guerra
Meno di un decennio dopo il trattato di pace di cinquant'anni del 562, le tensioni crebbero in tutti i punti di intersezione tra le sfere di influenza dei due imperi, come era già accaduto prima che scoppiasse la guerra negli anni 520. Nel 568-9 i Romani erano impegnati in infruttuose negoziazioni con i Göktürk per convincerli ad allearsi con loro contro la Persia; nel 570 i Sasanidi invasero lo Yemen, espellendo gli Axumiti, alleati dei Romani, e restaurando come stato cliente il Regno Himyarita; nel 570 e 571 i Lakhmidi, i clienti arabi dei Sasanidi fecero incursioni in territorio romano, anche se in entrambe le occasioni vennero sconfitti dai Ghassanidi, clienti dei Romani; e nel 570 i Romani decisero di supportare una ribellione Armena contro i Sasanidi, che iniziò nel 571, e venne accompagnata da un'altra rivolta in Iberia.
All'inizio del 572 gli Armeni sotto la guida di Vardan Mamikonian sconfissero il governatore persiano di Armenia e occuparono i suoi quartieri generali a Dvin; i Persiani in poco tempo riconquistarono la città ma poco tempo dopo venne di nuovo conquistata dai Romani e dagli Armeni; iniziò così di nuovo un'altra guerra tra Romani e Persiani. Nonostante le frequenti rivolte nel V secolo, nelle prime guerre del VI secolo gli Armeni erano rimasti largamente fedeli ai Sasanidi, a differenza dei loro vicini cristiani in Iberia e Lazica. Unendosi agli Iberiani, ai Lazi e ai Romani in una coalizione di popoli cristiani della regione, gli Armeni furono molto utili ai Romani, aiutandoli a penetrare più profondamente in territorio persiano.
Tuttavia, in Mesopotamia la guerra iniziò in modo disastroso per i Romani. Dopo una vittoria a Sargathon nel 573 essi presero d'assedio Nisibis ed erano apparentemente sul punto di conquistarla quando l'improvviso licenziamento del loro generale portò a una ritirata disordinata. Approfittando della confusione romana, i Sasanidi condotti da Cosroe I (531-579) contrattaccarono e cinsero d'assedio Dara, conquistando la città dopo un assedio durato sei mesi. Nello stesso tempo, un'armata sasanide più piccola condotta da Adarmahan saccheggiò la Siria, saccheggiando Apamea e molte altre città.
A peggiorare le cose ci mise anche l'imperatore Giustino II (565-578) che nel 572 ordinò di assassinare il re ghassanide al-Mundhir III; ma l'attentato fallì e di conseguenza al-Mundhir ruppe l'alleanza con i Romani, lasciando la loro frontiera desertica esposta. Presi dalla disperazione (si dice che Giustino divenne pazzo a causa della perdita di Dara), nel 574 i Romani accettarono di pagare 45 000 nomismata per una tregua di un anno, e successivamente la tregua fu estesa a cinque anni; in cambio i romani dovevano pagare ai Persiani ogni anno 30 000 nomismata. Tuttavia, questa tregua valeva solo per il fronte Mesopotamico e la guerra continuò sugli altri fronti.
Nel 575 i Romani riuscirono a riconciliarsi con i Ghassanidi; il rinnovo della loro alleanza portò buoni frutti in quanto i Ghassanidi saccheggiarono la capitale lakhmide di Al-Hira. Nello stesso anno i Romani approfittarono della situazione favorevole nel Caucaso per attaccare l'Albania caucasica. Nel 576 Cosroe iniziò quella che sarebbe stata la sua ultima campagna e una delle più ambiziose, penetrando fino in Anatolia, dove gli eserciti persiani mancavano dai tempi di Sapore I (241-272). I suoi tentativi di attaccare Teodosiopoli e Cesarea in Cappadocia fallirono, ma in compenso riuscì a saccheggiare Sebastea prima di ritirarsi. Sulla via di ritorno, fu intercettato e gravemente sconfitto presso Melitene da Giustiniano, il Magister militum per Orientem; saccheggiando l'indifesa città di Melitene, il suo esercito subì pesanti perdite quando attraversò l'Eufrate inseguito dai Romani.
Cosroe fu così scosso dal suo fiasco e dal grosso rischio corso che fece promulgare una legge che proibiva ai suoi successori di comandare un esercito, tranne nel caso in cui l'esercito da affrontare fosse comandato dal suo monarca. I Romani approfittarono della confusione persiana penetrando in Albania e in Azerbaigian, lanciando ambiziose incursioni nell'Iran settentrionale, svernando in territorio persiano e continuando i loro attacchi nell'estate del 577. Cosroe chiese la pace, ma una vittoria in Armenia del suo generale Tamkhosrau su Giustiniano lo convinse a continuare la guerra.
Nel 578 la tregua sul fronte della Mesopotamia terminò e le iniziative militari ripresero in tutta l'area. Dopo alcune incursioni persiane in Mesopotamia, il nuovo magister militum Maurizio effettuò incursioni su entrambe le rive del Tigri, conquistando Aphumon e saccheggiando Singara. Cosroe cercò di nuovo la pace nel 579, ma morì prima che un accordo potesse essere raggiunto e il suo successore Ormisda IV (579-590) ruppe le negoziazioni. Nel 580 i Ghassanidi ottennero un'altra vittoria sui Lakhmidi, mentre i Romani effettuarono ancora delle incursioni a est del Tigri.
Tuttavia nel frattempo il futuro Cosroe II era riuscito a convincere la maggior parte dei leader dei ribelli armeni a passare dalla parte dei Sasanidi, anche se l'Iberia rimase fedele ai Romani. L'anno successivo, un'ambiziosa campagna effettuata lungo l'Eufrate dai Romani sotto il comando di Maurizio e dai Ghassanidi sotto il comando di al-Mundhir III fallì, mentre i Persiani sotto il comando di Adarmahan intrapresero una devastante campagna in Mesopotamia. Maurizio e al-Mundhir si diedero la colpa a vicenda per le loro difficoltà, e ciò portò all'arresto di al-Mundhir l'anno successivo perché sospettato di tradimento, scatenando la guerra tra Romani e Ghassanidi e segnando l'inizio della fine del Regno Ghassanide.

### Lo scoppio del conflitto
Nel corso del settimo anno del regno di Giustino II, i Romani ruppero il trattato di pace di cinquant'anni che l'Imperatore Giustiniano I aveva firmato con la Persia alcuni anni prima (nel 561/562), con il seguente pretesto: i Romani accusarono i Persiani di aver incitato alla rivolta gli Omeriti, vassalli dei Romani, e di aver corrotto gli Alani affinché, in occasione della prima ambasceria turca ai Romani, essi uccidessero gli ambasciatori mentre passavano dalle loro parti. I Persiani accusarono a loro volta i Romani di aver voluto loro provocare il conflitto, sobillando gli Armeni sudditi dei Persiani alla rivolta ed assistendoli militarmente e rifiutandosi di versare il tributo annuale di 500 libbre d'oro che secondo il trattato di pace del 561/562 Bisanzio avrebbe dovuto versare alla Persia. Giustino II, infatti, riteneva indegno continuare a versare il tributo perché avrebbe significato rendersi tributari della Persia: in realtà, i Romani pagavano i Persiani affinché provvedessero alla difesa di determinate fortezze di importanza fondamentale in quanto sbarravano l'invasione delle nazioni circostanti i due imperi.
Lo storico ecclesiastico Giovanni di Efeso scrive che la prima causa del conflitto fu la rivolta dei Persarmeni contro la Persia e la consegna del loro territorio a Bisanzio, ma aggiunge anche una seconda causa, ossia l'alleanza tra i Romani e i Turchi, delle tribù barbare che risiedevano all'interno dei domini persiani. Infatti, nel corso del settimo anno di regno di Giustino II, quest'ultimo aveva inviato un'ambasceria presso i Turchi, primo contatto diplomatico tra i due popoli secondo Giovanni di Efeso. Giovanni di Efeso aggiunge inoltre che, dopo un viaggio durato un anno, quando l'ambasceria, condotta da Zemarco, raggiunse i territori di uno dei capi turchi, quest'ultimo mostrò ostilità nei confronti dell'ambasceria romana. Quando gli ambasciatori chiesero spiegazioni per il suo comportamento, il capo turco rispose che secondo la tradizione locale, quando fossero arrivati ambasciatori romani in territorio turco, questo sarebbe stato il segno imminente della rovina. Gli ambasciatori, dopo aver fatto dono di oro, argento e perle, fecero una buona impressione al capo turco, che disse che i doni erano degni di un grande sovrano e chiese agli ambasciatori se fosse vero quello che dicevano i Persiani dello stato romano, ossia che l'Imperatore romano fosse vassallo della Persia e pagasse ogni anno un tributo ai Persiani. Zemarco, l'ambasciatore romano, rispose con orgoglio che tutto ciò fosse falso e che anzi i Romani, per esempio all'epoca dell'Imperatore Traiano, avevano più volte devastato i territori persiani, facendo loro tremare di fronte al nome romano, e che i Persiani ancora venerassero una statua dell'Imperatore Traiano innalzata nel loro territorio. Quando quello stesso capo turco ricevette l'ambasceria persiana, li trattò in malo modo accusandoli di aver detto falsità sui Romani e raccontando del fatto della statua di Traiano che i Persiani ancora trattavano con rispetto. Quando l'ambasceria persiana ritornò presso la corte di Cosroe I e gli riferirono del fatto che un'ambasceria romana aveva fatto visita alle tribù turche e aveva raccontato loro della statua di Traiano in territorio persiano, Cosroe I, supponendo che le ambascerie dei Romani presso i Turchi fossero motivate dal tentativo di volgerli contro i Persiani, ordinò che la statua di Traiano venisse rimossa. Nel frattempo, dopo un viaggio di due anni, gli ambasciatori romani fecero ritorno a Costantinopoli, e al loro ritorno descrissero le popolazioni visitate e i loro costumi.

### La caduta di Dara
Quando il conflitto scoppiò, Giustino II affidò il comando degli eserciti a Marciano, un generale appartenente all'ordine dei patrizi, il quale attraversò l'Eufrate e raggiunse l'Osroene nell'estate del 572. Marciano, con un esercito di 3 000 soldati, invase immediatamente l'Arzanene, cogliendo i Persiani di sorpresa e conquistando un ampio bottino di guerra dal saccheggio della regione. Nel 573, Marciano radunò il suo esercito e da Dara partì per invadere la Persia: vinti i Persiani presso Sargathon, i Romani tentarono di espugnare Thebothon, ma dopo molti giorni di assedio, disperando nell'impresa, si ritirarono a Dara. Riprese le operazioni militari, Marciano, su ordine dell'Imperatore, tentò di espugnare Nisibi, ma i Persiani reagirono e lo stesso scià persiano, Cosroe I, alla testa del suo esercito, attraversò il Tigri e raggiunse Abbaron, fortezza persiana a cinque giorni di distanza da Circesium: qui nominò come generale Adormaane e gli ordinò di attraversare l'Eufrate per devastare il territorio romano, affidandogli 6 000 soldati, mentre il re persiano stesso avrebbe marciato lungo il fiume Aboras e effettuato un attacco a sorpresa ai Romani che stavano assediando Nisibi. Adormaane, giunto nelle vicinanze di Circesium, attraversò l'Eufrate, e devastò il territorio romano, giungendo persino nelle vicinanze di Antiochia, di cui distrusse gli edifici al di fuori della città, ed espugnando e incendiando Apamea dopo un assedio di tre giorni; ottenuti questi risultati, il generale persiano si ritirò in territorio persiano.
In seguito a questi primi insuccessi, Giustino II, adirato, inviò Acacio, figlio di Archelao, a Nisibi per privare del comando Marciano; quest'ultimo, rispettando l'ordine imperiale, partì da Nisibi, il cui assedio fallì, anche a causa della sua destituzione; infatti, narra Giovanni di Efeso, Nisibi, assediata ormai da lungo tempo, era allo stremo e si sarebbe arresa probabilmente il giorno successivo se solo non fosse giunto Acacio; la destituzione di Marciano provocò invece l'immediato abbandono dell'assedio da parte dei Romani, con grande sollievo per la guarnigione persiana. Sembra, stando a Giovanni di Efeso, che l'unico motivo della destituzione di Marciano proprio quando Nisibi era sul punto di arrendersi era la scoperta della congiura contro il re dei Ghassanidi. Giustino II aveva infatti scritto a Marciano ordinandogli di uccidere Mondhir, re dei Ghassanidi alleati di Bisanzio, e al contempo aveva scritto a Mondhir, ordinandogli di incontrarsi con Marciano. Tuttavia, per un errore dei messaggeri, le lettere furono scambiate e la lettera che ordinava l'uccisione del re ghassanide arrivò per errore a Mondhir, mentre l'altra lettera arrivò a Marciano. Quando Mondhir venne a conoscenza che, se si fosse presentato all'incontro con Marciano, sarebbe stato ucciso proditoriamente, indignato per il modo in cui i Romani intendevano ripagarlo per i servigi compiuti in loro favore, abbandonò l'alleanza con Bisanzio, mantenendosi neutrale. Furono vani i tentativi diplomatici di riconciliazione tentati da Giustino II. I Lakhmidi, alleati arabi dei Persiani, quando ne vennero a conoscenza, non più ostacolati dai Ghassanidi, devastarono la Siria, compresi i sobborghi di Antiochia, ritirandosi con bottino e prigionieri. Nel frattempo, però, non appena Cosroe apprese della destituzione di Marciano e del conseguente abbandono dell'assedio di Nisibi, decise di sfruttare appieno questi errori del nemico, e, dopo aver assemblato un esercito potente, giunse a Nisibi per impadronirsi delle macchine d'assedio che Marciano aveva utilizzato per assediare la città. E, con esse, procedette ad assediare la città di Dara, espugnandola dopo un assedio di sei mesi. Gli assediati erano condotti dai generali Giovanni e Sergio, nonché altri. Dopo aver incontrato una strenua resistenza, Cosroe riuscì infine ad espugnare la città, saccheggiandola, impadronendosi di un vasto bottino, e deportando la popolazione locale in Persia. Cosroe, ben conoscendo l'importanza strategica di Dara, la occupò permanentemente, collocando dentro la città una guarnigione persiana. Alla perdita di Dara, si aggiunsero altri rovesci per Bisanzio: mentre Cosroe procedeva ad assediare Dara, aveva inviato un marzban, di nome Adormahun, ad assediare Apamea; questi, nel corso della sua marcia, riuscì ad espugnare e a radere al suolo numerose fortezze e città fortificate. Apamea successivamente capitolò, poco prima della caduta di Dara. La perdita di Dara fu un brutto rovescio per Bisanzio, a causa dell'importanza strategica della città per una difesa efficace del limes bizantino. Quando l'Imperatore Giustino II fu informato della perdita di Dara, la sua sanità mentale cominciò a vacillare, e temendo ulteriori disastri, firmò un armistizio con la Persia valido per tutto l'anno 574. In seguito al progredire della malattia, Giustino II, comprendendo di non poter più regnare da solo, decise di associare al trono una delle sue guardie del corpo (comes excubitorum), Tiberio Costantino, proclamandolo Cesare e affidandogli la reggenza dell'Impero (7 dicembre 574).

### L'ultima campagna di Cosroe I
Tiberio Costantino, all'inizio della primavera, inviò ambasciatori in Persia, proponendo una tregua. Nel frattempo, sempre nel 575, Tiberio assunse come generale Giustiniano, figlio di Germano e ufficiale di alto rango: costui, ricondotta alla disciplina l'esercito e reclutati molti alleati barbari, raggiunse Dara, dove erano accampati i Persiani condotti da Tamchosro: nessuno dei due eserciti cominciò però la battaglia, e alla fine i due contendenti firmarono una tregua non valida tuttavia per l'Armenia, dove si sarebbe continuato a combattere. La tregua, comprata dai Romani per la somma di tre talenti, aveva una durata di tre anni, ma era valida unicamente per la Siria, mentre in Armenia la guerra continuò.
Nel 576 Cosroe I, incoraggiato dalla conquista di Dara e assicurato dalla tregua conclusa che non doveva temere guerra in Siria, assemblò la sua armata e invase audacemente l'Armenia, con lo scopo di conquistare la città di frontiera di Teodosiopoli, e da lì penetrare fino a Cesarea in Cappadocia e impadronirsi di numerose città. Cosroe era talmente sicuro del successo che si narra che quando Teodoro il silenziario si recò in ambasceria presso la corte persiana, Cosroe lo trattenne affinché l'ambasciatore di Bisanzio potesse assistere alla conquista della città, affermando con intento di derisione che solo quando sarebbero entrati insieme nella città conquistata di Teodosiopoli, e si sarebbero fatti lì il bagno, gli avrebbe permesso di tornare a Costantinopoli. Tuttavia il piano di Cosroe non ebbe successo, a causa dell'intervento dell'esercito romano; i due eserciti rimasero accampati uno opposto all'altro per alcuni giorni, senza osare dare inizio alla battaglia; Cosroe, constatando la superiorità numerica dei Romani, e ritenendo ormai irrealizzabile il piano di attaccare Cesarea, cominciò a pianificare piani di ritirata in territorio persiano, ma fu dissuaso dai sacerdoti magi, che gli consigliarono, nel lasciare la Cappadocia, di assaltare Sebaste. L'esercito di Cosroe avanzò quindi verso Sebaste, attaccandola e dandola alle fiamme, anche se non fu in grado né di impadronirsi di bottino, né di prigionieri, in quanto gli abitanti erano già fuggiti al suo arrivo. Mentre avveniva la ritirata di Cosroe verso la Persia, ebbe luogo la battaglia contro l'esercito romano, condotto dal generale Giustiniano; quest'ultimo, dopo essere passato per Amida, si accampò in Armenia, dove avvenne lo scontro con l'esercito persiano condotto da Cosroe I in persona: i Romani ebbero nettamente la meglio nella battaglia risultante, mandando in rotta l'esercito persiano, saccheggiando l'accampamento nemico (tra cui la tenda del re persiano stesso) e impadronendosi di un ampio bottino, tra cui spiccavano degli elefanti, che inviarono a Tiberio. Lo scià di Persia, umiliato dalla sconfitta, e costretto a fuggire per le montagne, nel corso della ritirata, devastò la città di Melitene; Giovanni di Efeso critica le divisioni tra i generali romani, che impedirono loro di operare all'unisono in un piano di operazioni comune contro il nemico, e soprattutto la decisione da parte del generale Giustiniano di non inseguire l'esercito nemico in fuga, permettendogli di recuperare coraggio e di dare alle fiamme Melitene. Cosroe tentò quindi di attraversare l'Eufrate, che si trovava ad appena sei miglia di distanza da Melitene, ma i Persiani furono attaccati dai Romani proprio nell'atto di attraversare il fiume; la rapida avanzata dei Romani atterrì l'esercito persiano, ed essi, colti dal panico e dalla confusione, si gettarono a cavallo nel fiume; metà dell'esercito persiano perì annegato, mentre il resto dell'esercito, re Cosroe incluso, riuscì a stento a fuggire all'attacco, marciando per l'Armenia romana, percorrendo percorsi montagnosi impervii; poiché non vi era una strada, Cosroe fu costretto a far avanzare il suo esercito prima di lui, e a fargli costruire una strada, tagliando le foreste, e, occasionalmente, in modo da potersi aprire un percorso, scavare addirittura nella roccia. Una volta ritornato a stento nei suoi domini in Arzanene, Cosroe I fu talmente scosso dalla sconfitta subita che decise di emanare una legge che avrebbe impedito da quel momento in poi al re persiano di condurre di persona una spedizione militare.

### La guerra torna in Mesopotamia
Nel frattempo i Romani, approfittando della rotta patita dalla Persia, penetrarono nella Babilonia, devastando tutto nel loro percorso, e ritirandosi soltanto con l'arrivo della primavera del 577, portando con sé un ampio bottino. Cosroe I, scosso dai successi romani e temendo ammutinamenti nell'esercito, decise di entrare in trattative di pace con il Cesare Tiberio; quest'ultimo inviò in Persia, nel 576, tre membri del senato come ambasciatori: costoro erano il magister officiorum Teodoro, nonché Giovanni e Pietro, di rango consolare e appartenenti alla famiglia di Anastasio; ad essi si aggiunse Zaccaria, un medico di Arx Romanorum nonché uomo dotto. Essi si incontrarono a Dara con l'ambasciatore persiano Sarnachorgane e altri ambasciatori, tra cui spiccava Mabode, per discutere una possibile pace: le trattative si protrassero per oltre un anno, con entrambe le parti che si accusavano a vicenda di aver violato la pace per primi; quando i Persiani proposero come condizioni di pace il pagamento di un tributo alla Persia da parte dei Romani, il Cesare Tiberio rifiutò ponendo come unica alternativa alla guerra una pace a condizioni eque; quando i Persiani acconsentirono a rinunciare al tributo, Tiberio pose come ulteriore condizione per la pace la restituzione di Dara; i Persiani però rifiutarono, se Tiberio non avesse in cambio restituito loro l'Armenia. Le negoziazioni furono infine interrotte dalla notizia che l'esercito di Giustiniano era stato sconfitto in battaglia da un esercito persiano condotto da Tamchosro, e, in seguito a questo successo, Cosroe I decise di abbandonare le trattative di pace (577): Giovanni di Efeso attribuisce la sconfitta romana all'indisciplina dell'esercito, che essendo diventato eccessivamente confidente della propria forza, si era dato alle libagioni più sfrenate. I Persiani non solo presero misure per la loro difesa ma provvedettero anche ad invadere i territori romani: non appena le negoziazioni furono interrotte, un potente marzban di nome Adormahun, insultato da alcuni rimproveri a lui rivolti da parte degli ambasciatori nel corso delle trattative, raccolse le truppe e devastò i territori nei distretti di Dara, Tela, Telbesme e Resaina, non risparmiando né chiese né monasteri. Quando il marzban chiese alla popolazione di Tela di arrendersi per evitare la sorte delle altre città che avevano rifiutato la resa, gli abitanti della città risposero che rifiutavano la resa in quanto avevano ricevuto delle lettere, che annunciavano l'arrivo del patrizio Giustiniano, con 60 000 mercenari longobardi, in loro liberazione. All'udire ciò, i Persiani si ritirarono a Dara con un ampio bottino, non prima di aver distrutto una chiesa al di fuori di Tela. Il Cesare Tiberio reagì a queste notizie affidando il comando dell'esercito a Maurizio, capitano delle guardie imperiali (Comes excubitorum), inviandolo in Armenia. Maurizio, arrivato in Cappadocia, cominciò a raccogliere truppe, ricevendo l'adesione di numerosi ufficiali, excubitores e soldati semplici, che provenivano dalla Capitale, nonché da reclute iberiche e siriane. Non appena raccolse un esercito, si accampò nella città di Citharizon, situata tra l'Armenia e la Siria, dove raccolse tutti i generali, istruendoli dei compiti che erano stati loro affidati. Rimase in quel luogo per due mesi. I Persiani, timorosi di affrontarlo in aperta battaglia, escogitarono uno stratagemma: anche se il loro reale obiettivo era quella parte dell'Armenia confinante con la Persia, inviarono agli abitanti di Teodosiopoli un messaggio che annunciava di prepararsi alla battaglia perché entro trenta giorni l'esercito persiano sarebbe giunto lì per attaccare la città. Non appena i Romani ricevettero il messaggio, informarono Maurizio, che immediatamente ordinò alla sua armata di prepararsi alla battaglia. I Persiani, tuttavia, non appena inviato il messaggio, misero il loro stratagemma in esecuzione, decidendo di violare la tregua del 574 valida per l'Oriente, nonostante non fosse ancora scaduta: al generale Sarnachogane fu affidato il compito di espugnare Constantina e Teodosiopoli, mentre l'altro generale persiano Tamchosro, a cui erano state affidate le operazioni militari in Armenia, procedette a devastare la Mesopotamia; i Persiani al suo comando  devastarono la regione della Sofene, non risparmiando né chiese né monasteri; invasero inoltre il distretto di Amida, distruggendone i sobborghi e ponendo l'assedio alla città per tre giorni; temendo tuttavia l'arrivo di Maurizio, levarono l'assedio di Amida e procedettero a devastare la Mesopotamia, per poi ritirarsi in Arzanene dopo diciotto giorni di saccheggi, mentre i Romani, ingannati e ignari di tutto, erano a Teodosiopoli in attesa dell'annunciata battaglia (anno 577). Il generale romano Maurizio, informato che il conflitto si era spostato dall'Armenia in oriente, indignato per essere stato ingannato, decise di reagire invadendo l'Arzanene con il suo intero esercito. L'invasione non incontrò resistenza e Maurizio riuscì non solo a espugnare e a radere al suolo diverse fortezze, tra cui spiccava Aphumon, ma anche a fare prigionieri 100 000 persiani, che furono inviati prigionieri a Costantinopoli e deportati a Cipro.
Dopo aver devastato tutto l'Arzanene, il generale cambiò percorso e devastò le terre dell'Arabia a non grande distanza da Nisibi: dopo aver devastato tutto fino al fiume Tigri, inviò Curs e Romano oltre l'altra riva per devastare l'intero territorio nemico; ma dopo aver devastato il forte di Singara, all'avvicinarsi dell'inverno, decise di svernare in territorio romano. Nel frattempo, il 4 ottobre 578, l'Imperatore Giustino II, sul punto di spegnersi, elesse come suo successore Tiberio, che salì al trono come Tiberio II. Poco tempo dopo, nel febbraio o marzo 579, perì anche lo scià di Persia, Cosroe I, e fu eletto come successore il figlio Ormisda IV.
Nel frattempo, gli Arabi Lakhmidi, sudditi dei Persiani, rinforzati da una divisione dell'esercito persiano, decisero di tendere un'imboscata a Mondir, per vendicarsi delle invasioni del loro territorio. Mondir, tuttavia, informato del loro proposito, non perse tempo e partì immediatamente per scontrarsi con loro nel deserto, e avendo ricevuto da spie informazioni accurate sulla loro posizione e sul loro numero, li attaccò all'improvviso, nell'istante in cui essi non erano consapevoli del suo arrivo; la battaglia arrise a Mondir, che parte ne uccise e parte ne fece prigionieri, mentre solo pochi riuscirono a salvarsi con la fuga. Dopo questo successo, Mondir marciò su Hirah, e la saccheggiò e la diede alle fiamme, tornando con un grande bottino e numerosi prigionieri.
I prigionieri che i Persiani avevano catturato a Dara e ad Apamea e nelle altre città che essi avevano conquistato furono contati alla presenza dello scià a Nisibi, e si scoprì che fossero 275 000. Essi furono rinchiusi nell'Antiochia persiana, una città che Cosroe aveva costruito nei propri domini in onore della sua presa e saccheggio dell'omonima città della Siria. Anche se sorvegliati da una consistente guarnigione, gli abitanti dell'Antiochia di Persia, per lo più costituiti da prigionieri romani, non desisterono da intrighi e cospirazioni. Dopo aver corrotto uno dei Persiani posto alla sorveglianza delle mura con cinquecento dracme, con l'aiuto di questi riuscirono a far calare da quella parte delle mura di cui il soldato corrotto era sentinella due di costoro: essi erano due monaci di stirpe araba, di nomi Beniamino e Samuele; il loro piano era fuggire e giungere alla corte di Costantinopoli, informandolo che molte migliaia di prigionieri romani erano rinchiusi nella città persiana di Antiochia e implorandogli di liberarli; secondo il loro ragionamento, i prigionieri erano oltre 30 000, mentre la guarnigione persiana era di non più di 500 soldati, quindi sarebbe bastato che un generale romano si sarebbe presentato fuori dalle mura e loro sarebbero insorti uccidendo la guarnigione persiana, irrompere fuori dalla città, e ritornare in tutta sicurezza in territorio romano. Tuttavia l'Imperatore Tiberio decise di non intervenire in loro soccorso, e i piani degli abitanti dell'Antiochia persiana fallirono.
Poco prima di spirare, lo scià Cosroe propose ai Romani, in cambio della pace, il versamento di un talento d'oro per ogni anno di pace, ma quando si avviarono le trattative di pace, il Cesare e poi Imperatore Tiberio II precisò che lo stato romano non è in stato abietto, né sottomesso allo stato persiano, per cui non sarebbe stato disposto a versare tributi alla Persia in cambio della pace, e avrebbe accettato la pace solo a condizioni eque e paritarie; precisò poi che avrebbe accettato la pace solo in cambio della restituzione di Dara. Le trattative si interruppero e ripresero i combattimenti, mentre poco dopo spirava lo stesso Cosroe (579), succeduto al trono da Ormisda IV.
Ormisda, di carattere arrogante, al principio del suo regno, non si degnò di inviare all'Imperatore romano gli usuali simboli della sua ascesa al trono, secondo i costumi dei re. Gli ambasciatori romani che inoltre erano stati inviati alla corte di Persia per portare doni e lettere regali a Cosroe I, all'arrivo di Antiochia, appresero che Cosroe era spirato e ora regnava Ormisda; Tiberio tuttavia comandò agli ambasciatori di proseguire il viaggio e portare i presenti al nuovo scià; ma Ormisda li ricevette insultandoli e imprigionandoli con l'intenzione di detenerli finché non spirassero di stenti; tuttavia, su consiglio dei magi, li liberò, e diede loro una scorta che però, per condurli in territorio romano, seguì una via montagnosa e impervia, forse per fare un nuovo sgarbo all'ambasceria romana.
Alla notizia dell'ascesa al trono di Ormisda, l'Imperatore Tiberio II inviò ambasciatori presso il nuovo scià, proponendo la fine delle ostilità a condizioni eque per entrambe le parti. Ormisda rispose insultando gli ambasciatori e affermando che avrebbero accettato la pace solo se i Romani avessero accettato di pagare un enorme tributo alla Persia, che gli Armeni e gli Iberi sarebbero diventati sudditi dei Persiani, e che Dara sarebbe rimasta ai Persiani. In seguito al fallimento delle trattative di pace, le ostilità ripresero nell'estate del 580: Maurizio invase la Persia con il suo esercito, inviando Romano, Teodorico e Martino a devastare la Media: l'invasione ebbe successo e l'esercito romano si impadronì di un ampio bottino. Con l'arrivo dell'inverno, Maurizio svernò a Cesarea in Cappadocia, ma con l'arrivo dell'estate 581, le campagne militari contro la Persia ripresero: Maurizio, radunato l'esercito presso la città di Circesium, marciò per il deserto arabo per raggiungere la Babilonia ed invaderla: era accompagnato dal capo dei Ghassanidi, Alamundaro. Costui però, sembra, avrebbe rivelato l'attacco romano al re persiano. Forse avvertito da Alamundaro, Ormisda IV inviò il generale Adormaane ad assediare Callinicum, costringendo Maurizio a rinunciare alla spedizione per tornare a difendere la città. Maurizio, fatte incendiare le navi trasportanti grano che accompagnavano l'esercito lungo l'Eufrate, procedette con grande celerità verso la città di Callinicum, riuscendo a liberare la città dell'assedio.
Nel 580 Maurizio e Mondir, figlio di Areta re dei Ghassanidi, unirono insieme le loro forze, e marciarono in territorio persiano attraversando il deserto, e penetrarono in territorio nemico per molte leghe, fino in Armenia. Ma all'arrivo del grande ponte, su cui essi facevano affidamento per giungere dall'altra parte, in modo da poter sottomettere le prospere città dal lato opposto, lo trovarono tagliato, in quanto i Persiani, apprese le loro intenzioni, lo avevano distrutto. Essi dovettero rinunciare alla loro impresa e ritornare in territorio romano, dove i due (Maurizio e Mondir) si lanciarono accuse a vicenda: Maurizio accusò Mondir di tradimento, insinuando che avesse informato i Persiani dei loro piani, permettendo loro di tagliare il ponte per prevenire il loro passaggio, una insinuazione ritenuta infondata da Giovanni di Efeso. Tiberio II, prima che potesse riconciliare tra loro Maurizio e Mondir, trovò forti difficoltà, e fu costretto a richiedere la mediazione di molti degli uomini di corte più importanti. Non appena Maurizio e Mondir fecero ritorno nei loro rispettivi territori, e i Persiani videro che la loro terra era sgombra dall'esercito invasore, il loro marzban, Adormahun, con un consistente esercito, invase il territorio romano devastando i distretti di Tela e Resaina e distruggendo tutto ciò che era rimasto intatto dopo la precedente invasione; da lì, marciò nel fertile distretto di Edessa, e devastò l'intera provincia di Osroene, continuando la sua avanzata per molti giorni, non incontrando resistenza. Quando si accorse che Maurizio e Mondir stavano venendogli incontro per affrontarlo, decise di ritornare in territorio romano con tutto il bottino e i prigionieri.
Nel giugno 582 il generale persiano, Tamchosro, tentò di espugnare Constantina, ma fu affrontato, sconfitto e ucciso in battaglia dal generale Maurizio. Quest'ultimo, spinto al ritiro il nemico, e dopo aver fatto rinforzare le fortificazioni delle fortezze chiave, ritornò a Costantinopoli. Poco tempo dopo l'Imperatore Tiberio si spense e fu scelto come suo successore proprio Maurizio, che divenne così Imperatore di Bisanzio (agosto 582).

## Stallo
Nel 582, dopo una vittoria a Costantina su Adarmahan e Tamkhosrau, in cui Tamkhosrau venne ucciso, Maurizio venne nominato imperatore in seguito alla morte di Tiberio II Costantino (565–578). Il vantaggio guadagnato a Costantina fu perso poco dopo quando il nuovo Magister Militum d'Oriente, Giovanni Mystacon, fu sconfitto presso il fiume Nymphios da Kardarigan.
Durante la metà degli anni 580 la guerra continuò in maniera equilibrata tra incursioni e contro-incursioni e infruttuosi tentativi di pace; il solo scontro significativo fu una vittoria Romana a Solachon nel 586. L'arresto a opera dei Romani del successore di al-Mundhir al-Nu'man VI nel 584 portò alla frammentazione del regno ghassanide, che ritornò a essere una coalizione tribale e non riuscì a riprendersi dalla crisi.
Nel 588 un ammutinamento da parte di truppe romane non pagate sembrò offrire ai Sasanidi una possibilità di vittoria, ma gli ammutinati stessi respinsero l'offensiva persiana; dopo una sconfitta subita a Tsalkajur, i Romani vinsero ancora a Martyropolis. In quello stesso anno, un gruppo di prigionieri catturati durante la caduta di Dara 15 anni prima riuscì a scappare dalla loro prigione in Khūzestān e combatté per tornare indietro nella loro patria.

### Campagne di Giovanni Mystacon (582-583)
Maurizio, una volta diventato Imperatore, nominò magister militum per Orientem Giovanni Mystacon, in precedenza magister militum per Armeniam. Costui condusse il suo esercito a scontrarsi con le forze persiane condotte dal Kardarigan nei pressi della confluenza tra il fiume Nimfio e il Tigri. Giovanni aveva diviso il suo esercito in tre parti, conducendo in prima persona il centro dello schieramento mentre affidò al secondo in comando, Curs, l'ala destra e ad Ariulfo l'ala sinistra. Anche i Persiani erano schierati in modo similare ma ebbero inizialmente la peggio quando lo schieramento centrale e l'ala sinistra, condotte da Giovanni e Ariulfo rispettivamente, attaccarono: tuttavia Curs si rifiutò di ingaggiare battaglia, e ciò permise ai Persiani di riprendersi e contrattaccare, conseguendo una grande vittoria: i Romani riuscirono a stento a tornare in salvo nei loro accampamenti.
Successivamente i Persiani tentarono di espugnare il forte di Aphumon. Quando il brigadiere romano ne fu informato, si avvicinò al Nimfio e tentò di espugnare Akbas, città molto ardua da espugnare per assedio a causa delle sue difese naturali. Quando i Romani cinsero d'assedio Akbas, i suoi cittadini mediante segnali di fuoco informarono del pericolo i soldati del Kardarigan che stavano cingendo d'assedio Aphumon; essi accorsero in aiuto della città, smontando da cavallo, ingaggiando battaglia e sconfiggendo i Romani, alcuni dei quali riuscirono però a scampare al pericolo attraversando il Nimfio e raggiungendo gli accampamenti.

### Campagne di Filippico (584-587)
A causa degli insuccessi subiti, nel dicembre 583 Giovanni Mystacon fu destituito del comando degli eserciti preposti alla difesa del limes orientale, venendo sostituito da Filippico, il quale aveva sposato la sorella dell'Imperatore, Gordia, ed era dunque cognato di Maurizio. Filippico, giunto a Monocarton, si accampò presso il monte Aïsouma, dove raccolse i suoi soldati. All'inizio dell'autunno si accampò presso il Tigri, raggiungendo poi Carcharoman. Mentre stava risiedendo lì, fu informato che Kardarigan stava per muovere verso il Monte Izala attraverso i punti forti del Maïacariri, per cui il generale partì da quel luogo, raggiunse le pianure presso Nisibi e attaccando il territorio persiano, si impadronì di un massiccio bottino. Quando il Kardarigan fu informato dell'incursione romana, tornò indietro e provò a porre un'imboscata ai Romani, ma Filippico aveva deciso di porre gli accampamenti sul Monte Izala, perché luogo strategicamente difendibile dagli attacchi nemici, e affidò il bottino a una guardia fidata. Dopo ciò giunse presso il fiume Nimfio, penetrando in territorio persiano e devastandolo. Di fronte alla controffensiva persiana, l'esercito romano decise di ritirarsi venendo diviso in due parti: i soldati al comando di Filippico si diressero in direzione di Sisarbanon, e successivamente di Rhabdion, mentre il resto dell'esercito marciò in direzione di Theodosiopolis, attraversando un territorio estremamente desertico. A causa dell'attraversamento di un territorio estremamente desertico, l'esercito romano soffrì la sete e fu costretto a sterminare i prigionieri nemici per non doverli più sfamare, ma, seppur a stento, riuscirono a raggiungere sani e salvi Theodosiopolis.
Nell'anno successivo (585), l'esercito di Filippico devastò l'Arzanene, conquistando un vasto bottino. Tuttavia ben presto il generale si ammalò, venendo costretto a ritirarsi a Martyropolis, dove affidò l'esercito al brigadiere Stefano (guardia del corpo dell'Imperatore Tiberio II), nominando come secondo in comando Apsich l'Unno. Nel frattempo il Kardarigan, forse nel tentativo di entrare in territorio romano per saccheggiarlo e ottenere così gloria militare, tentò di espugnare la città di Tiberiopolis, l'antica Monocarton, non riuscendo però ad espugnarla perché nell'anno precedente Filippico aveva fatto fortificare le sue mura. Il Kardarigan, disperando di prenderla, devastò i sobborghi di Martyropolis dando alle fiamme la chiesa del profeta Giovanni, sede di monaci situata a dodici miglia di distanza dalla città, per poi ritirarsi dal territorio romano otto giorni dopo. Nel frattempo, Filippico, ripresosi dalla malattia, lasciò le province orientali essendo già arrivato l'inverno e ritornò a Costantinopoli per salutare l'Imperatore.
Nella primavera del 586, Filippico partì da Costantinopoli per raggiungere il suo esercito sulla frontiera orientale. Quando raggiunse Amida, ricevette un'ambasceria da parte dei Persiani: l'ambasciatore persiano, il satrapo Mebode, propose la pace in cambio di un tributo che i Romani avrebbero dovuto versare alla Persia, ma il generale rifiutò con sdegno la proposta dell'ambasciatore e lo congedò. Alcuni giorni dopo il vescovo di Nisibi giunse in ambasceria presso Filippico e propose la pace alle stesse condizioni di Mebode; il generale riportò la proposta persiana all'imperatore per mezzo di un corriere, ma l'Imperatore, dopo aver letto con attenzioni il messaggio del generale, ordinò a Filippico di rifiutare l'ulteriore proposta di pace persiana in quanto disonorevole per i Romani. Letta la risposta dell'Imperatore, Filippico pose gli accampamenti nei pressi di Mambrathon, dove radunò l'armata e li esortò ad avanzare in territorio nemico: in seguito a ciò, l'esercito avanzò sostando nei pressi di Bibas, nelle vicinanze del fiume Arzamon.
Il giorno successivo Filippico mosse l'accampamento verso le alture adiacenti alla pianura, ai piedi della montagna, lasciando il Monte Izala alla sua destra. Qui il generale stazionò il suo esercito, riflettendo sul fatto che, non essendoci acqua tra il fiume Bouron in territorio persiano e il fiume Arzamon, il nemico sarebbe stato costretto a scegliere tra due alternative: o rimanere inattivi, accontentandosi di difendere il proprio territorio, o attaccare i Romani, rischiando però di essere indeboliti dalla sete poiché i Romani avrebbero impedito loro di abbeverarsi sul fiume Arzamon.
Tre giorni dopo il Kardarigan scoprì che i Romani erano accampati presso l'Arzamon ed, essendo informato dai magi che a loro dire la vittoria sarebbe spettata ai Persiani, ordinò all'esercito persiano di avanzare verso l'esercito romano per scontrarsi con esso in battaglia e di riempire i cammelli d'acqua per non soffrire la sete. Esploratori romani catturarono alcuni dei soldati persiani in avanguardia e, dopo averli torturati, vennero a conoscenza dei piani del Kardarigan. Filippico, informato, sospettò che il nemico avrebbe attaccato il giorno successivo, sperando di cogliere impreparati i Romani perché era domenica, il giorno di riposo prescritto dal Cristianesimo. Il giorno successivo gli esploratori difatti annunciarono al generale l'approssimarsi dell'esercito nemico.
Filippico divise l'esercito in tre divisioni: l'ala sinistra fu affidata a Eilifreda (governatore di Emesa) e ad Apsich l'Unno, l'ala destra fu affidata a Vitalio, mentre lo schieramento centrale fu affidata a Eraclio il Vecchio. I Persiani si disposero anch'essi in tre divisioni: l'ala destra fu affidata a Mebode, l'ala sinistra ad Afraate e lo schieramento centrale al Kardarigan stesso. Dopo aver dato ordine di mostrare all'esercito l'icona del Cristo, in modo da propiziarsi la vittoria finale, Filippico ispezionò l'esercito e li esortò a dare il meglio nella battaglia. La pianura dove avvenne la battaglia si chiamava Solachon.
L'ala destra condotta da Vitalio mandò in rotta l'ala persiana ma ben presto andò in disordine per via della smania dei soldati di fare razzia del bottino, ma Filippico riuscì presto a ristabilire la disciplina nel suo esercito. I soldati persiani mandati in rotta andarono a rinforzare lo schieramento centrale persiano, mettendo in difficoltà i Romani, che furono costretti a smontare da cavallo e combattere mano a mano. Dopo un'aspra battaglia i Romani riuscirono ad uscire vittoriosi, mandando in rotta il nemico, che volse in fuga.
Il Kardarigan giunse nei pressi di Dara e tentò di entrare in città ma la guarnigione persiana non gli permise di entrare perché secondo le leggi persiane i fuggitivi non potevano essere ammessi; dopo averlo insultato per la disfatta subita per mano dei Romani, la guarnigione di Dara lo persuase a tornare in patria. Nel frattempo, nell'esercito romano si diffuse la voce che i Persiani avessero ricevuto rinforzi ed erano in procinto di attaccare: Eraclio il Vecchio e altri soldati si lanciarono sulle tracce dei Barbari per controllare se fossero nelle vicinanze ma, non trovando nessuno, tornarono negli accampamenti.
Il giorno successivo, il generale passò in rassegna i soldati, premiando con doni e decorazioni d'argento i più valorosi. A mezzogiorno il generale spedì i feriti nelle città e nei forti circostanti, così da poter essere curati. Nel frattempo assunse il comando dell'esercito e penetrò in territorio persiano, devastandolo.
Il generale devastò il distretto di Arzanene: gli abitanti di questo distretto si nascosero nelle caverne dove avevano portato provviste per poter resistere per lungo tempo lì nascosti. Dei prigionieri rivelarono però ai Romani il loro nascondiglio e gli abitanti dell'Arzanene vennero così catturati e fatti prigionieri. Nel frattempo i Romani si accamparono presso il forte di Chlomaron: il giorno successivo due fratelli, Maruta e Giovio, leader dell'Arzanene, disertarono e ottennero un incontro con Filippico, dove gli promisero che avrebbero mostrato ai Romani alcuni luoghi che sono particolarmente inespugnabili a causa della loro posizione strategica, e dove costruire forti. Filippico, convinto, inviò il suo secondo in comando Eraclio il Vecchio con le guide presso i luoghi strategicamente importanti di cui avevano parlato i fratelli disertori.
Nel frattempo però il Kardarigan, avendo messo insieme un esercito di soldati privi di esperienza militare, era in marcia contro i Romani. Durante la sua avanzata, il Kardarigan si imbatté in Eraclio e nei suoi venti soldati che lo accompagnavano per esplorare il territorio, ma Eraclio il Vecchio riuscì a seminare il nemico e a inviare di notte un messaggero presso Filippico che informò il generale dell'arrivo imminente del nemico. Quando Filippico scoprì che i Persiani avrebbero attaccato il giorno successivo riunì il suo esercito, richiamando con la tromba i soldati che erano ancora dispersi a saccheggiare l'Arzanene. Un certo Zabertas, tuttavia, disertò presso i Persiani, e informò il Kardarigan dell'esistenza di un posto che era un ottimo luogo di difesa dagli attacchi romani a causa della sua posizione strategica (era in prossimità di un dirupo). Attaccando i Romani appunto da questa posizione strategica, i Persiani, protetti dal dirupo, ebbero la meglio sui Romani, che furono dunque costretti a levare l'assedio di Chlomaron.
Il giorno successivo Filippico fuggì ad Aphumon. L'esercito, ormai in confusione, tentò anch'esso la fuga nel corso della notte, ma non potevano procedere oltre a causa del dirupo. Al sorgere dell'alba, i Romani riuscirono però ad uscire dalla trappola del dirupo e riuscirono a raggiungere Aphumon, e da lì, condotti dal generale, proseguirono la loro ritirata. I Persiani avevano seguito i loro movimenti con cautela perché non si erano accorti del panico che aveva colto i soldati romani e sospettavano che la ritirata disordinata dei Romani celasse qualche tranello: si limitavano a bersagliare da lontano il nemico con frecce e altre armi da lunga gittata. Alla fine i Persiani riuscirono a impadronirsi delle provviste dei Romani, traendo grande beneficio da ciò perché potevano sfamarsi a volontà. L'esercito romano attraversò quindi il fiume Nimfio raggiungendo il giorno successivo Amida. Scampato il pericolo, Filippico si prese cura del rinforzamento delle difese non solo dei forti nei pressi del Monte Izala, ma anche di quei vecchi forti che finora erano stati negletti e che avevano subito danni sia per opera del tempo che della guerra: tra questi forti spiccavano Phathacon e Alaleisus, presso il Monte Izala, che munì di guarnigioni. Essendosi ammalato, Filippico affidò il comando a Eraclio il Vecchio.
Eraclio il Vecchio si accampò presso i piedi del monte Izala, sulle rive del fiume Tigri. Da qui Eraclio lasciò Thamanon, avanzò verso la Media meridionale, e devastò l'intera area, per poi attraversare il Tigri e devastare la regione circostante. Si ritirò poi in territorio romano, passò per Teodosiopoli, e si ricongiunse con l'esercito di Filippico per svernare lì. Nella primavera del 587, Filippico, essendosi ammalato e non potendo dunque condurre in prima persona l'esercito, affidò due terzi dell'intero esercito romano ad Eraclio il Vecchio e il restante a Teodoro e ad Andrea, ordinando loro di devastare il territorio persiano.
Mentre l'esercito di Eraclio devastò il territorio persiano, riuscendo persino ad espugnare una fortezza dal nome ignoto ma difficilmente espugnabile, l'armata sotto il comando di Teodoro e Andrea ripararono le mura del forte di Matzaron, non molto distante da Beïudaes. Mentre Teodoro era intento nel far riparare le difese del forte, dei contadini giunsero da lui per incitarlo ad assediare Beïudaes, avendo tale fortezza una guarnigione inadeguata a difenderla da un attacco nemico. Teodoro e Andrea furono convinti da tale consiglio, e decisero di provare ad attaccare tale fortezza di notte, e per questo il loro esercito marciò per tutta la notte. Riuscirono però a raggiungere la fortezza solo all'alba, e i nativi, avendo già saputo dell'avvicinarsi dei Romani ma confidenti della resistenza delle fortificazioni, cominciarono a lanciare proiettili a gittata larga verso i Romani. Dopo un lungo assalto, i Romani riuscirono ad espugnare la fortezza e a ridurre in prigionia i pochi cittadini superstiti: dopo avervi posto una guarnigione, i Romani si ritirarono dalla fortezza. Poiché l'inverno si stava avvicinando, Filippico ritornò a Costantinopoli, affidando l'esercito ad Eraclio, il quale, volto a mantenere alta la disciplina del suo esercito, punì i disertori, e i soldati poco disciplinati.

### Ammutinamento (588-589)
Mentre Filippico era in viaggio verso Costantinopoli, venne a sapere che l'Imperatore lo aveva destituito e sostituito con Prisco; allora, una volta raggiunta Tarso, scrisse ad Eraclio il Vecchio ordinandogli di tornare in patria dopo aver lasciato l'esercito e consegnare l'esercito a Narsete, il comandante della città di Costantina; e inoltre, per provocare difficoltà a Prisco, inviò il nuovo decreto dell'Imperatore che riduceva di un quarto le paghe dei soldati e ordinò di leggerlo all'esercito. All'arrivo della primavera, Prisco, dopo aver raggiunto Antiochia, ordinò ai soldati di raggiungere Monocarton; passò poi per Edessa, dove sostò quattro giorni, e poi raggiunse Monocarton in prossimità di Pasqua. Prisco commise però l'errore di non rispettare la tradizione secondo la quale il nuovo generale, nel presentarsi all'esercito, avrebbe dovuto smontare da cavallo, mescolarsi tra i soldati e salutarli uno a uno; quando poi, tre giorni dopo, lesse l'editto della riduzione delle paghe dei soldati di un quarto, l'esercito, presso dalla rabbia, si ammutinò aggredendo il generale e costringendolo a fuggire a Costantina.
Poco tempo dopo Prisco inviò il prelato di Costantina come ambasciatore presso i ribelli, sostenendo che l'Imperatore Maurizio aveva cambiato idea e le paghe dei soldati non sarebbero state ridotte; inoltre sostenne che la colpa della riduzione delle paghe sarebbe stata di Filippico, il quale sarebbe stato lui a consigliare all'imperatore di ridurre le paghe dell'esercito. I soldati, tuttavia, non si fecero convincere e continuarono la rivolta, nominando un nuovo generale, Germano, il quale però raccomandò l'esercito a non saccheggiare i sudditi e a combattere contro i Persiani. L'esercito respinse poi la proposta di pace del prelato di Costantina, sostenendo anche che Prisco dovrebbe essere espulso da Costantina. Quando il prelato di Costantina comunicò l'esito dell'ambasceria a Prisco, questi inviò il vescovo di Edessa come ambasciatore presso i soldati, ma anche questi fallì. Quando Prisco mise al corrente l'Imperatore Maurizio di questi fatti, Maurizio destituì Prisco e affidò il comando di nuovo a Filippico.
Nel frattempo l'esercito in rivolta ordinò a Prisco di lasciare Edessa, ma il generale pose la residenza proprio in quella città, e di conseguenza i ribelli inviarono 5 000 soldati proprio per assediare quella città. Nel frattempo, però, giunse a Edessa Teodoro, annunciando l'arrivo di Filippico e spingendo Prisco a lasciare Edessa e tornare a Costantinopoli. L'esercito ribelle, tuttavia, alla notizia che Filippico stava per raggiungere Monocarton, giurarono che non l'avrebbero accettato come loro generale. Nel frattempo i Persiani, tentando di approfittare dell'ammutinamento, attaccarono Costantina, ma non riuscirono ad espugnarla perché il comandante dei ribelli, Germano, inviò un esercito di 1 000 soldati a liberarla dall'assedio nemico. Lo stesso Germano assemblò un esercito di 4 000 soldati e gli ordinò di invadere la Persia. Nel frattempo, Aristobulo, un ambasciatore dell'Imperatore, raggiunse l'accampamento dei soldati e in parte con la corruzione e in parte con la persuasione riuscì a ricondurre all'obbedienza i soldati.
Una volta terminato l'ammutinamento, i Romani spostarono l'accampamento a Martyropolis e un distaccamento da lì mosse per invadere la Persia. Gli attacchi furono respinti dal generale persiano Maruzas, e i Romani si ritirarono lungo l'Arzanene e il fiume Nimfio, seguiti da Maruzas. Lo scontro avvenne nei pressi di Martyropolis, e vide prevalere i Romani: il generale persiano fu ucciso, tremila persiani furono fatti prigionieri, e solo un migliaio dei fuggitivi persiani riuscì a raggiungere Nisibi. L'esercito, decidendo di deporre l'antica ostilità verso Maurizio, inviò all'Imperatore parte del bottino, tra cui le insegne persiane. Nel frattempo Filippico era accampato nei pressi di Ierapoli, temendo il disordine dell'esercito e attendendo la fine dell'anarchia. All'arrivo dell'inverno l'accampamento romano fu levato e i soldati si ritirarono per svernare. All'arrivo della primavera 589, la guerra riprese come sempre, non solo in Oriente, ma anche sugli altri fronti: oltre a combattere i Persiani in Oriente, infatti, i Romani erano impegnati anche a respingere le incursioni dei Slavi in Tracia, gli assalti dei Longobardi alla città di Roma e le incursioni dei Mauri in Africa.
Nel frattempo in una prigione chiamata Lethe, nei pressi del forte di Giligerdon, gli abitanti di Dara rinchiusi nella prigione riuscirono ad evadere e a tornare in territorio romano. Nel frattempo, poiché l'esercito ancora si rifiutava di riconoscere Filippico come suo generale, fu privato del comando. Filippico, quindi, dopo aver attraversato la Cilicia, ritornò in Siria con lettere imperiali e fu riluttantemente accettato come generale dopo che il patriarca di Antiochia, Gregorio, era riuscito a riconciliare gli eserciti con il generale. Nel frattempo, al generale giunse la notizia che i Persiani si erano impadroniti di Martyropolis per via del tradimento di un certo Sitta, un disertore passato dalla parte dei Persiani che persuase quattrocento dei Persiani di armarsi, fingere di essere Romani, e farsi aprire le porte, per poi impossessarsi della città. Filippico reagì immediatamente accerchiando la città e assediandola. Il re dei Persiani, allora, inviò un esercito persiano sotto il comando di Mebode e Afraate, per far fallire l'assedio romano: seguì una battaglia tra i due eserciti, che vide i Persiani vittoriosi. In seguito all'insuccesso, la guarnigione persiana a Martyropolis fu rinforzata, mentre Filippico fu destituito e sostituito da Comenziolo.

## Guerra civile in Persia
Nel 589 le sorti della guerra erano mutate. In primavera i Romani riuscirono a porre fine all'ammutinamento, ma Martyropolis cadde ai Persiani a causa del tradimento di un ufficiale chiamato Sittas e i tentativi Romani di riconquistarla fallirono, anche se i Romani vinsero una battaglia a Sisauranon in quello stesso anno. Nel frattempo nel Caucaso, le offensive romane e iberiche vennero respinte dal generale persiano Bahram Chobin, che era stato recentemente trasferito dal fronte dell'Asia Centrale dove aveva combattuto con successo contro i Göktürk. Tuttavia, dopo essere stato sconfitto dai Romani comandati da Romano presso il fiume Araxes, Bahram venne licenziato da Ormisda IV. Il generale, furioso per l'umiliazione subita, organizzò una rivolta che presto ottenne il supporto della maggior parte dell'esercito sasanide. Allarmati dalla sua avanzata, nel 590 membri della corte Persiana deposero e uccisero Ormisda, nominando imperatore il figlio Cosroe II (590–628).
Bahram riuscì però a deporre Cosroe II, che fu costretto alla fuga in territorio romano, e divenne scià di Persia con il nome di Bahram VI. Grazie all'aiuto di Maurizio, Cosroe riuscì a deporre l'usurpatore e a tornare sul trono, vincendo le truppe di Bahram a Nisibis e restituendo Martyropolis ai suoi alleati romani. All'inizio del 591 un esercito mandato da Bahram venne sconfitto dall'esercito di Cosroe presso Nisibis, e Ctesifonte venne presa per Cosroe da Mahbodh. Dopo aver restituito Dara ai Romani, Cosroe e il Magister Militum d'Oriente Narsete condussero un esercito unito di Romani e Persiani dalla Mesopotamia all'Azerbaijan per affrontare Bahram, mentre un altro esercito romano comandato dal magister militum d'Armenia Giovanni Mystacon attaccò dal nord. A Ganzak sconfissero definitivamente Bahram, restaurando Cosroe II sul trono e ponendo fine alla guerra.

### La battaglia di Sisarbanon e la guerra in Suania (589-590)
L'esercito di Comenziolo penetrò in Persia e nei pressi di Nisibi si scontrò con l'esercito persiano nei pressi di Sisarbanon. Nel corso della battaglia Comenziolo fuggì a Teodosiopoli, Eraclio il Vecchio assunse il comando dell'esercito e i Romani uscirono vittoriosi dalla battaglia, uccidendo il generale persiano e impadronendosi di un ampio bottino e inviandone parte all'Imperatore. Quando ricevette le lettere del generale annuncianti la vittoria riportata sul nemico, l'Imperatore decretò che andassero svolte corse con i carri e ordinò alle fazioni di danzare in trionfo per celebrare la vittoria. Nel frattempo, nel corso dell'ottavo anno di regno dell'Imperatore Maurizio, il generale persiano Bahram, che si era appena distinto in battaglia ottenendo un grande trionfo sui Göktürk e costringendoli a versare un tributo ai Persiani, fu inviato da Ormisda IV contro la Suania: poiché l'attacco persiano fu inaspettato, la Suania fu devastata dal nemico senza trovare opposizione, e Bahram si impadronì di un ampio bottino, che inviò subito a Babilonia, per poi porre gli accampamenti presso il fiume Araxes. Quando l'Imperatore fu informato dell'invasione della Suania, affidò l'esercito a Romano, che giunse in Lazica con un forte contingente di uomini, e pose gli accampamenti nell'Albania caucasica.
Bahram, avendo appreso dell'avvicinarsi di un consistente esercito romano, desiderando confrontarsi con i Romani, attraversò il fiume e si ritirò verso Canzacon, come se intendesse spingere i Romani verso l'interno della Persia. Romano esitò a seguirlo e inviò cinquanta soldati a seguire i movimenti del nemico; essi furono però catturati da due esploratori persiani vestenti abiti romani, e condotti prigionieri presso Bahram, che venne quindi a sapere che l'esercito di Romano non era molto consistente. Confidente della vittoria, Bahram inviò tre dei soldati romani catturati presso Romano per annunciargli l'imminente battaglia, dopodiché Bahram attraversò il fiume e devastò il territorio romano. Lo scontro tra i due eserciti avvenne nelle pianure dell'Albania caucasica: i Romani ebbero nettamente la meglio, e l'esercito persiano fu volto in fuga, mentre i Romani si impadronirono di un ampio bottino di guerra.
Quando Ormisda IV lo venne a sapere, insultò Bahram inviandogli abiti da femmina e lo destituì dal comando; Bahram, sentendosi insultato, inviò lettere a Ormisda definendolo "figlia di Cosroe" e non "figlio di Cosroe", e cominciò una rivolta contro Ormisda. Poco tempo prima gli Armeni si erano rivoltati ai Romani, intendendo disertare ai Persiani dopo aver ucciso il comandante romano d'Armenia, Giovanni. Maurizio decise quindi di inviare in Armenia il senatore Domenziolo, il quale riuscì a porre fine alla rivolta e condusse in catene il capo dei ribelli, tal Sumbazio, presso l'Imperatore. Costui fu processato e condannato all'essere sbranato dalle belve feroci, ma per clemenza dell'Imperatore fu risparmiato.

### Usurpazione di Bahram (590-591)
Mentre Bahram, in piena rivolta, marciava verso l'interno della Media per deporre Ormisda IV e ascendere al trono, i Romani, condotti dal generale Comenziolo, conquistarono la fortezza di Akbas, prima di svernare. Nel frattempo Ormisda IV, preoccupato per la rivolta di Bahram, assemblò un esercito raccogliendo truppe dai distretti limitrofi e ne affidò il comando a Ferocane, che in lingua greca significa magister: costui però in cambio pretese la liberazione di Zabesprate, un militare imprigionato perché reo di essersi appropriato illecitamente di una considerevole somma di denaro a Martiropoli, e Ormisda, seppur infastidito, acconsentì. Zabesprate, liberato, partì in campagna con Ferocane; tuttavia, non appena arrivati in prossimità dell'accampamento degli ammutinati, in prossimità del fiume Zab, Zabesprate disertò al nemico, per vendicarsi dell'imprigionamento, generando in Bahram la speranza che molti soldati di Ormisda avrebbero fatto lo stesso per l'odio nei suoi confronti. Ferocane, nel frattempo, inviò ambasciatori a Bahram, nel tentativo di convincerlo a cambiare idea e porre fine all'ammutinamento, ma senza successo: anzi, inviandogli doni, finì per finanziare l'ammutinamento stesso. Quando le provviste stavano per finire, Bahram inviò messaggeri presso l'esercito di Ferocane, i quali incitarono l'esercito di Ferocane a unirsi alla rivolta di Bahram, ricordando la tirannia e i crimini di Ormisda IV: i soldati di Ferocane, convinti dalle argomentazioni dei messaggeri di Bahram, decisero di unirsi al ribelle, rafforzandolo e compromettendo la posizione di Ormisda.
Ferocane fu ucciso di notte da Zoarab (leader della tribù dilimnita) e dal giovane Sarame (guardia del corpo del generale), e i suoi possedimenti vennero saccheggiati. Quando, cinque giorni dopo, la notizia dell'uccisione di Ferocane e del rafforzarsi del ribelle raggiunse Ormisda IV, lo scià lasciò la Media e fuggì a Ctesifonte, raccogliendo le truppe rimanenti e allestendo le difese. La città fu colta nel panico e, tre giorni dopo, il prigioniero Bindoe, imprigionato senza motivo per ordine di Ormisda, fu liberato dal fratello Bestam, senza che nessuno si opponesse. La rivolta si propagò nella città e i rivoltosi, condotti dall'appena liberato Bindoe e da Bestam, entrarono nel palazzo reale di Ormisda. Ormisda, seduto sul trono con abiti fastosi, alla vista dell'irruzione dei ribelli nella sala del trono con l'intenzione di deporlo, chiese a Bindoe come fosse riuscito a liberarsi, e che significasse questa rivolta contro di lui; Bindoe rispose insultando il re, rimuovendolo dal trono, levandogli il diadema dal capo, e consegnandolo alle guardie del corpo affinché lo custodissero in prigione (6 febbraio 590). Quando suo figlio Cosroe seppe della detronizzazione del padre, temendo per la sua salvezza, fuggì ad Adrabiganon, ma fu raggiunto da messaggeri di Bindoe che gli chiesero di tornare nella capitale per essere incoronato scià di Persia. Dopo essersi fatto giurare che non era un tranello, Cosroe ritornò a Ctesifonte. Il giorno successivo Ormisda IV inviò dalla prigione la richiesta di poter pronunciare un discorso in sua difesa di fronte a satrapi, ufficiali, dignitari di stato e guardie del corpo: la sua richiesta venne esaudita.
Tuttavia la reazione al suo discorso non fu per niente affatto positiva per lui. L'assemblea lo cominciò ad insultare, e per di più massacrarono un figlio di Ormisda e sua moglie; successivamente accecarono Ormisda e lo rinchiusero in prigione.
L'assemblea successivamente incoronò scià di Persia il figlio di Ormisda, Cosroe II. E se all'inizio il nuovo sovrano trattò il padre con generosità come consolazione per la sua prigionia, successivamente lo fece uccidere. Dopo aver indetto una festa per celebrare la sua ascesa al trono, nel sesto giorno di regno Cosroe inviò messaggeri a Bahram, inviandogli doni per spingerlo ad abbandonare l'ammutinamento e promettendogli il posto di secondo in comando. Bahram tuttavia rifiutò.
Di fronte al fallimento delle negoziazioni con Bahram, Cosroe II radunò il suo esercito reclutando soldati dalla regione di Adrabiganon e di Nisibi e gratificandoli con premi in denaro. Affidò a Sarame l'ala destra e a Zamerde l'ala sinistra, mentre ordinò a Bindoe di comandare lo schieramento centrale e la retroguardia. I due eserciti si scontrarono in una pianura ed erano divisi da un fiume, probabilmente il Canale Nahravan, a poche miglia da Ctesifonte. Dopo alcuni giorni di battaglia, il successo arrise a Bahram e Cosroe fu costretto alla fuga assistito da alcune guardie del corpo (1º marzo 590).
Cosroe, cacciato dal regno, lasciò Ctesifonte e attraversò il fiume Tigri; era in dubbio dove fuggire: alcuni gli consigliarono di fuggire presso i Göktürk, altri di trovare riparo nei monti della Caucasia o dell'Atrapaïca. Cosroe II, alla fine, decise di lasciarsi guidare dal cavallo lasciandogli la libertà di dirigersi dove desiderasse (questo secondo almeno le fonti dell'epoca; in realtà sembra improbabile che, inseguito dai soldati di Bahram, abbia veramente corso questo rischio). Attraversato il deserto e il fiume Eufrate, Cosroe giunse in prossimità della città di Circesium. Accampatosi a dieci miglia di distanza, inviò messaggeri a Circesium per annunciare il suo arrivo, e la fuga presso i Romani; chiese aiuto ai Romani per recuperare il trono usurpatogli. Quando tre giorni dopo i messaggeri raggiunsero Circesium e consegnarono il messaggio al comandante della guarnigione della città, Probo, costui fece entrare nella città Cosroe II e accolse lui e il suo harem con cortesia e ospitalità. Due giorni dopo, Cosroe chiese a Probo di inviare un messaggio a Maurizio per chiedergli aiuto per recuperare il trono. Probo acconsentì e il giorno successivo inviò a Comenziolo, che si trovava a Ierapoli, la richiesta scritta che Cosroe intendeva inviare a Maurizio. Maurizio ricevette la lettera e la lesse con attenzione.
Nel frattempo, Bahram, non appena fu incoronato scià di Persia, ordinò all'esercito di andare in cerca di Cosroe II e condurlo in catene: tuttavia i soldati riuscirono unicamente a catturare Bindoe e a trarlo in catene di fronte a Bahram. Inviò messaggeri a Martiropoli per annunciare la sua ascesa al trono e ordinando loro di non prestare attenzione a Cosroe, ma il messaggio non poté giungere a destinazione perché i messaggeri furono intercettati e catturati dai Romani, che ottennero quindi la conferma dell'ascesa di Bahram. Nel frattempo Cosroe e il generale Comenziolo si incontrarono. Cosroe inviò il satrapo Miragdun come messaggero presso la guarnigione persiana di Martiropoli per ordinare loro di restituire la città ai Romani. Cosroe inviò inoltre Bestam in Armenia, con l'ordine di dirigersi a Adrabiganon e ottenere il sostegno dei Persiani lì residenti. Queste furono almeno le azioni fatte in pubblico ma in realtà, secondo le fonti pro-romane, Cosroe inviò un messaggio segreto agli abitanti di Martiropoli ordinando loro di non prestare attenzione ai suoi ordini pubblici. Cosroe inoltre inviò un'ambasceria all'Imperatore, implorandogli sostegno contro Bahram: in cambio Cosroe II avrebbe restituito ai Romani Martiropoli, Dara e l'Armenia.
Maurizio e il senato bizantino, ascoltata l'ambasceria, decretarono che i Romani avrebbero assistito Cosroe II nella guerra civile contro Bahram, e congedarono l'ambasceria. Cosroe, ricevuta la missiva imperiale che gli annunciava il sostegno dei Romani contro Bahram, lasciò Ierapoli insieme a Comenziolo e raggiunse Constantina, dove fu raggiunto da Domiziano, vescovo di Melitene, e da Gregorio, patriarca di Antiochia, che consolarono Cosroe con discorsi e doni. Cosroe inviò ambasciatori a Nisibi, pregando la guarnigione di Nisibi a passare dalla sua parte. Nel frattempo però, Bahram, informato che Cosroe II si era rifugiato presso i Romani, inviò frettolosamente un'ambasceria all'Imperatore Maurizio chiedendogli di non assistere Cosroe, offrendo in cambio della neutralità la cessione ai Romani della città di Nisibi e del territorio a ovest del Tigri. L'Imperatore rifiutò tuttavia l'offerta di Bahram, decidendo di assistere comunque Cosroe II. Nel frattempo Bahram scoprì una congiura nei suoi confronti, organizzata da Zamerde e Zoanambe: essi liberarono dalla prigione Bindoe, lo posero a capo della congiura, e durante la notte, attaccarono Bahram nel palazzo. Bahram scoprì in tempo la congiura e riuscì ad aver la meglio, facendo catturare e giustiziare i due organizzatori della congiura.
Bindoe e i suoi compagni riuscirono però a fuggire e si diressero il più velocemente possibile a Adrabiganon, dove si accamparono, raccolsero un grande numero di Persiani e li sobillarono ad appoggiare Cosroe II nel suo tentativo di reimpadronirsi del trono. Dieci giorni dopo inviò un messaggero presso Giovanni Mystacon, informandolo dei recenti sviluppi; Giovanni informò per lettera l'Imperatore e Maurizio gli rispose comandandogli di allearsi con i sostenitori della causa di Cosroe. Il giorno precedente Bestam, che Cosroe aveva inviato in Armenia, raggiunse Giovanni che lo informò dell'arrivo di Bindoe. Bastam, entusiasta, informò subito per lettera Cosroe. Quando le truppe di Nisibi furono informate che l'Imperatore sosteneva Cosroe e gli stava fornendo molte truppe a disposizione, cambiarono idea, giunsero a Constantina e consegnarono a Cosroe l'intera Arabia in dominio dei Persiani fino al fiume Tigri. La guarnigione persiana di Martiropoli, a causa dell'ingiunzione segreta di Cosroe di non consegnare la città ai Romani, oppose strenua resistenza. Domiziano, allora, si incontrò con i membri più prominenti della guarnigione persiana della città, corrompendoli con i doni ma tentando di persuaderli anche con discorsi convincenti a consegnare la città ai Romani: a loro ricordò dell'assedio romano, della richiesta di aiuto di Cosroe all'Imperatore, e della posizione traballante di Bahram. In seguito all'arrivo della guardia imperiale eunuca, con gli ordini di abbandonare Martiropoli e accamparsi presso Nisibi, poiché Cosroe aveva cambiato idea, la guarnigione persiana decise di consegnare la città di Martiropoli ai Romani. Quando la guarnigione persiana di Martiropoli raggiunse Constantina, fu trovato in mezzo a loro Sitta, il traditore che aveva consegnato la città ai Persiani. Costui fu consegnato a Comenziolo che lo fece giustiziare per alto tradimento.
Nel frattempo Bahram, non essendo riuscito a comprare la neutralità di Maurizio nella guerra civile, radunò un'assemblea e affidò il comando dell'esercito ai generali che riteneva più adatti per poter contrastare la controffensiva imminente di Cosroe: posizionò Miradurin con un grande esercito presso il forte di Anathon, che si trovava lungo il corso dell'Eufrate in prossimità di Circesium, mentre inviò un altro esercito, condotto da Zadesprate, a Nisibi e in Arabia. Zadesprate, lasciata Babilonia, inviò messaggeri a Solcane per informarlo del suo arrivo a Nisibi. I messaggeri, letto il messaggio, furono però maltrattati da Solcane, che era infatti passato dalla parte di Cosroe, e inviati in catene presso Cosroe. Nel frattempo Solcane, visto l'approssimarsi dell'esercito di Bahram, equipaggiò un soldato di nome Ormisda di truppe di cavalleria e lo inviò contro l'esercito nemico: nel frattempo Zadesprate decise di accamparsi nei pressi del distretto di Charca, un villaggio produttivo e molto popolato, e prese alloggio in un forte. Ormisda, arrivato nei pressi del forte nel mezzo della notte, ingannando le guardie nella loro lingua nativa, disse loro di essere un messaggero inviato da Bahram che lo informava dell'arrivo di rinforzi e chiese di entrare per portare la notizia al generale. Zadesprate, ricevuta la notizia, ordinò ai soldati di aprire le porte del forte; fu allora che i soldati di Ormisda poterono fare irruzione nel forte, catturare e uccidere Zadesprate.
Nel frattempo i soldati inviati da Bahram ad Anathon si rivoltarono, uccisero il loro comandante e passarono dalla parte di Cosroe. Quest'ultimo, rinvigorito dagli ultimi successi, inviò un'ambasceria all'Imperatore Maurizio, chiedendogli di non rimandare più l'invio di rinforzi e di assisterlo a gran velocità, e di inoltre finanziare la campagna di Cosroe contro Bahram, promettendogli di restituire il prestito ai Romani una volta recuperato il regno. L'Imperatore rispose inviando a Cosroe una forte cifra di denaro insieme a nuovi rinforzi. Nel frattempo Gregorio, patriarca di Antiochia, lasciò Constantina per tornare ad Antiochia; poco tempo dopo, Cosroe ordinò a Sarame di recarsi all'Imperatore e chiedergli di destituire Comenziolo dal comando dell'esercito orientale, accusando Comenziolo di averlo insultato e di aver intralciato l'arruolamento di alleati con continui rinvii. Maurizio accolse la richiesta di Cosroe II destituendo Comenziolo e sostituendolo con Narsete, sua guardia del corpo.
All'inizio della primavera il nuovo generale, Narsete, accompagnato da Cosroe e dal vescovo di Melitene, si spostò a Mardes, un forte poco distante da Dara. Fu allora che gli abitanti di Nisibi, dell'Arabia persiana e degli altri potentati, e i comandanti dei contingenti in quella zona, proclamarono Cosroe re e giurarono di assisterlo nella guerra contro Bahram. Poco tempo dopo Cosroe entrò a Dara, dove sembrerebbe aver fatto qualcosa di insultante alla religione cristiana nella chiesa della città provocando lo sdegno della popolazione e l'intervento del vescovo di Melitene Domiziano. Nel frattempo il successo nella guerra arrideva sempre di più a Cosroe II: infatti molti dei Persiani, vedendo la possanza dell'esercito che Maurizio aveva messo a disposizione di Cosroe, decisero di abbandonare la causa di Bahram, e passare dalla parte di Cosroe; così il sostegno di Bahram si indeboliva giorno dopo giorno, mentre Cosroe si rinforzava sempre di più. Soddisfatto dal progredire degli eventi e grato all'Imperatore Maurizio, Cosroe II scrisse una epistola regale con cui riconsegnava la città di Dara ai Romani, e inviò a Costantinopoli il satrapo Dolabzas per consegnare le chiavi della città all'Imperatore.
Cosroe mise in salvo le mogli e i figli nella città di Singara, piazzaforte molto ben fortificata e difficilmente espugnabile. Ordinò inoltre a Mebode, a cui affidò 2 000 soldati, di marciare attraverso Singara in direzione delle città regali e massacrare le guardie di palazzo opera di Bahram. Bahram, informato dell'avanzata di Cosroe, assemblò il suo esercito e lo condusse in campagna militare. All'inizio dell'estate (591), Cosroe lasciò Dara con il suo esercito alleato e si diresse ad Ammodio, poco distante da Dara, dove Domiziano assemblò l'esercito romano.
Domiziano successivamente tornò in territorio romano, dopo aver confermato Narsete come comandante della spedizione; l'esercito si accampò nei pressi del fiume Mygdon. Sarame procedette insieme all'esercito fornendo agli alleati sufficienti provviste per la campagna. Al terzo giorno di marcia i Romani raggiunsero il Tigri e per il momento decisero di rinviare ogni ulteriore avanzata, perché in attesa delle truppe romane provenienti dall'Armenia. Cosroe, tuttavia, comandò a un migliaio delle sue guardie personali di attraversare il fiume e controllare se vi fosse un grande esercito nemico nelle vicinanze. Le guardie personali di Cosroe, attraversato il fiume e giunti nei pressi del fiume Zab, attaccarono un esercito condotto da tal Bryzakios che Bahram aveva inviato per osservare le mosse nemiche, catturarono il generale nemico e lo inviarono presso Cosroe. Cosroe, esaltandosi per il successo dell'attacco, dopo aver scoperto le intenzioni del nemico, incitò il comandante dell'esercito romano a non attendere l'arrivo delle truppe romane dall'Armenia, ma di cogliere l'opportunità attraversando il fiume. Narsete, persuaso da Cosroe II, ordinò all'esercito di attraversare il fiume: i Romani posero il loro accampamento nei pressi di Dinabadon.
Successivamente Cosroe II e i suoi alleati attraversarono il fiume Zab, mentre Mebode stava avanzando verso Babilonia; all'avvicinarsi alle città regali, inviò al tesoriere che Bahram aveva lasciato nella capitale un messaggio che avrebbe dovuto preparare molte provviste e mettere da parte molto denaro poiché le forze alleate stavano convergendo su di lui in grandi numeri e che sarebbe stato presto punito e giustiziato. Mebode, trovando Seleucia incustodita, l'attaccò e la espugnò, generando grande costernazione nella vicina città di Ctesifonte, i cui abitanti, alla notizia che Seleucia era stata espugnata da un esercito romano, tennero un'assemblea di massa e decisero di arrendersi ai Romani. Il tesoriere, ed altri sostenitori di Bahram, cercarono rifugio nell'Antiochia persiana che Cosroe I aveva fondato trapiantandoci gli abitanti dell'Antiochia romana che Cosroe aveva fatto prigionieri nel corso del sacco della città (540). E così Mebode, occupata Ctesifonte, radunò i tesorieri regali, e impose loro di accettare Cosroe come loro re.
Mebode, successivamente, scrisse agli abitanti dell'Antiochia persiana una lettera, in cui imponeva loro di consegnare i sostenitori di Bahram che avevano trovato rifugio nella loro città. Gli abitanti dell'Antiochia persiana, acconsentendo alle richieste, consegnarono a Mebode il tesoriere e gli altri sostenitori, che furono o uccisi o fatti prigionieri. Furono giustiziati anche molti ebrei, accusati, non si sa se a ragione o a torto, di aver appoggiato l'usurpazione di Bahram. E così Romani e Persiani, condotti da Narsete e da Cosroe, arrivarono dopo una marcia di quattro giorni nei pressi di Alexandriana.
Successivamente, spostandosi da là, i Romani e i Persiani invasero durante il secondo giorno di marcia la regione nota come Chnaithas. All'alba del giorno successivo Narsete ordinò Comenziolo, a cui era affidata l'ala destra dell'esercito, con un migliaio di cavalieri di avanzare per rendere sicuro l'attraversamento del secondo fiume Zab. Esploratori inviati in avanguardia da Bahram scoprirono le mosse nemiche, ed informarono il loro capo; Bahram provò di assicurarsi per primo il controllo del ponte successivo, sperando che avrebbe prevalso vista l'impossibilità delle truppe romane in Armenia di ricongiungersi con quelle romane in Oriente per la difficoltà del terreno. Alcuni esploratori di Bahram furono però catturati da Narsete, il quale, dopo averli interrogati, scoprì le intenzioni nemiche. Affidò un esercito adeguato a Rufino, figlio di Timostrato, e gli ordinò di impadronirsi degli altri punti di guado. Il giorno successivo il generale si impadronì dei punti di guado e invase improvvisamente il territorio dei Naniseni. Quando a mezzogiorno Bahram fu informato da ciò dai suoi uomini, visto fallire il suo obbiettivo, separò le sue forze inviandole una verso nord e una verso est in modo da impedire all'esercito romano dell'Armenia di ricongiungersi con quello dell'Oriente. Bahram, mentre procedeva la sua marcia, giunto in prossimità di un lago di cui le fonti non specificano il nome, quando si imbatté nell'esercito romano proveniente dall'Armenia. Quando gli esploratori romani scoprirono che il nemico era nelle vicinanze, informarono di ciò il loro comandante, Giovanni. Costui, informato, preparò il suo esercito per la battaglia ormai imminente, mentre Bindoe assunse il comando della falange persiana. I due eserciti erano separati da un fiume, che impedì loro lo scontro. Nel corso del secondo giorno le truppe romane con Bindoe si diressero verso sud. Narsete e Cosroe, partiti dal territorio dei Naniseni, raggiunsero Siraganon. Il quinto giorno Narsete scoprì che i rinforzi romani dall'Armenia erano ormai vicini e inviò per questa ragione messaggeri a Giovanni, ordinandogli di non scontrarsi con i Persiani finché i due eserciti non si fossero uniti.
Mentre Cosroe era accampato molto vicino, i messaggeri inviati da Mebode giunsero di fronte al re annunciandogli dei grandi risultati ottenuti da Mebode in Babilonia e consegnandogli le spoglie reali provenienti da Ctesifonte: a queste notizie, Cosroe esultò per i suoi successi esaltandosi di fronte a Narsete e alle truppe romane. Durante il quinto giorno, dopo essersi accampato in tre luoghi diversi, l'esercito di Narsete si ricongiunse con quello di Giovanni, rinforzandosi. L'esercito di Cosroe inoltre comprendeva più di sessantamila soldati, alleati inclusi, mentre Bahram aveva disposizione solo quarantamila soldati. Bahram, essendo in inferiorità numerica, tentò di ottenere la vittoria attaccando l'esercito romano di notte, ma il suo tentativo fallì a causa della difficoltà del terreno che fornì un impedimento all'attacco, e al sorgere dell'alba l'esercito romano venne a conoscenza del piano nemico. Alla terza ora la battaglia tra i due schieramenti cominciò: le truppe di Bahram vengono descritte come rumorose e senza disciplina, mentre quelle romane disciplinate e silenziose. Le fonti narrano anche che Narsete rimproverò Bindoe e Sarame per non riuscire a mantenere la disciplina nelle loro truppe persiane, ma alla fine riuscì a far sì che anche i Persiani organizzassero la loro formazione con ordine. L'esercito romano fu suddiviso in tre divisioni; la sezione centrale era controllata da Cosroe e Narsete, l'ala destra dai Persiani Mebode e Sarame, al comando della falange persiana, e quella sinistra da Giovanni, il comandante delle truppe armene. Anche l'esercito nemico si dispose allo stesso modo. Tuttavia l'esercito di Bahram, scosso dalla forza, dalla superiorità numerica, e dalla superiore disciplina dell'esercito romano, si ritirò verso le montagne: per questa ragione 500 dei soldati di Bahram abbassarono le loro armi e si consegnarono ai Romani. A questo punto Cosroe incitò i Romani ad avanzare verso le colline, ma i Romani, ritenendolo poco prudente, perché avrebbe distrutto la coesione dell'esercito e li avrebbe esposti agli attacchi nemici, rifiutarono. I Persiani, per ordine di Cosroe, tentarono lo stesso l'impresa, ma furono sonoramente mandati in rotta dal nemico quando osarono scalare la montagna, e avrebbero subito perdite ancora più gravi se i Romani non avessero impedito all'esercito di Bahram di fiondarsi sulle truppe di Cosroe in fuga confrontandosi con esso. Giunta la notte, Bahram si ritirò al suo accampamento con le truppe alleate, gratificato dalle perdite di Cosroe, il cui attacco imprudente alle colline fu rimproverato dai generali romani.
All'alba del giorno successivo Bahram levò l'accampamento e si ritirò passando attraversò un terreno impervio per la cavalleria, raggiungendo la pianura dove era situata la città di Canzacon: il suo obbiettivo era disporsi in una posizione da cui i Romani avrebbero avuto difficoltà di attaccare. Alla scoperta della mossa di Bahram, i Romani spostarono l'accampamento molto vicino a quello di Bahram con marce forzate; poi raggiunsero il fiume Blarathos, in prossimità del quale si accamparono per la notte, e il giorno successivo raggiunsero una pianura, dove i generali romani arringarono le loro truppe e disposero l'esercito in formazione preparandolo alla battaglia. I Romani disposero l'esercito in tre divisioni, e lo stesso fece Bahram, tenendo per sé il comando dello schieramento centrale, mentre i comandanti alleati ebbero il comando delle ali. Bahram ordinò inoltre di disporre gli elefanti avanti allo schieramento per proteggere così la cavalleria, e si preparò alla battaglia. Quando la battaglia cominciò, Baram mosse con lo schieramento centrale alla sinistra, rinforzando l'ala sinistra persiana, che riuscì a infliggere pesanti perdite alla divisione romana con cui si stava scontrando. I Romani su questo lato stavano per volgersi in fuga, non essendo in grado di contrastare gli attacchi nemici, quando Narsete, accortosene, ordinò alle truppe di dare manforte alle truppe indebolite e fermò la fuga della forza indebolita. Bahram allora attaccò lo schieramento centrale romano nel tentativo di volgere in fuga Narsete, ma l'attacco fallì e Narsete, caricando il centro dell'esercito nemico, distrusse la coesione della formazione nemica. Dopo un'aspra contesa, l'esercito di Narsete ebbe così la meglio, e i Romani, fatti molti prigionieri di guerra, molti dei quali avevano pure tentato invano la fuga su una collina, li condussero in catene presso Cosroe, che ordinò la loro esecuzione per molti di essi. I prigionieri Gokturk furono invece inviati per ordine di Cosroe all'Imperatore Maurizio per pubblicizzare la superiorità romana e offrire all'Imperatore le prime spoglie di guerra.
I Romani si impadronirono inoltre della tenda, delle mogli, dei figli, degli ornamenti dorati, e di qualunque altro oggetto di Bahram, e li inviarono a Cosroe. Bahram non era stato però del tutto sconfitto, e i Romani dovettero affrontare e vincere una seconda battaglia contro soldati persiani montanti elefanti e lancianti frecce con i loro archi. Questi furono vinti e consegnati a Cosroe. L'esercito romano, pur essendosi impadronito di un grande bottino, non era ancora riuscito a catturare Bahram, e per questo motivo i comandanti romani ordinarono a 10 000 soldati di inseguire Bahram, nominando come loro comandante il comandante delle divisioni provenienti dalla Calcide; costoro avevano fornito gli alleati barbari a Bestam. Dopo essersi accampati sul campo di battaglia per tre giorni, il quarto giorno Cosroe e i Romani si spostarono, arrivando nelle vicinanze della città di Canzacon, dove Cosroe festeggiò la vittoria con festeggiamenti vari per diversi giorni, per poi congedare l'esercito romano, rispedendolo in patria.
Ma Bahram, che non era ancora stato sottomesso da Cosroe, affrontò pericoli estremi, facendo infine una triste fine: mentre tentava di raccogliere nuove truppe nell'Iran orientale, fu assassinato. Quindi il re persiano fece giustiziare tutti i coinvolti nell'usurpazione. Quindi fu firmato il trattato di pace tra Romani e Persiani, e così la guerra finì.

## Conseguenze
Avendo giocato un ruolo vitale nella restaurazione al trono di Cosroe II, i Romani furono ricompensati dai Persiani. Cosroe non solo restituì ai romani Dara e Martyropolis in cambio del loro aiuto, ma accettò anche una nuova spartizione del Caucaso in cui i Sasanidi cedettero ai Romani la metà occidentale dell'Iberia e più della metà dell'Armenia Persiana. Di conseguenza l'estensione delle zone effettivamente controllate dai Romani nel Caucaso raggiunse il suo zenit. Inoltre, a differenza delle precedenti tregue e trattati di pace del VI secolo, in cui di solito i Romani erano spesso costretti a pagamenti in denaro in cambio della pace, per la restituzione dei territori occupati o per la difesa delle gole del Caucaso, ai romani non furono richiesti pagamenti. Tuttavia la pace non durò a lungo, dato che l'alleanza tra Maurizio e Cosroe contribuì a far scoppiare una nuova guerra tra i due imperi, che ebbe conseguenze catastrofiche sia per i Romani che per i Persiani.